# Jacques-Arsène d'Arsonval
Jacques-Arsène d'Arsonval (La Porcherie, 8 de junho de 1851 - 13 de dezembro de 1940) foi um médico, físico e inventor francês.

## Carreira
Foi o inventor do galvanômetro, da bobina móvel e do amperímetro termopar.  Junto com Nikola Tesla, d'Arsonval foi um colaborador importante no campo da eletrofisiologia, o estudo dos efeitos da eletricidade nos  organismos biológicos, no século XIX.
Em 1881, d'Arsonval propôs a exploração da energia térmica dos mares. Porém foi um aluno de d'Arsonval, Georges Claude, quem realmente construiu o primeiro projeto de utilização da energia baseado no gradiente térmico oceânico, em Cuba, em 1930.

## Profeta da eletricidade industrial
Ele é frequentemente citado como tendo dito no Congresso Internacional de Eletricistas em 1881: "Canalizar eletricidade é de fato democratizar a força. Há mais: transportar força a longa distância é poder prescindir do carvão, cujos suprimentos estão acabando, é poder usar forças naturais, até então perdidas... Graças à ciência, a possibilidade de ontem será a banalidade de amanhã".
Durante a vida do autor, La Croix relatou em 1933 que essa declaração havia sido feita em 1882 a uma distribuição de prémios na escola de Arago e, com base numa cópia deste discurso proferido cinquenta anos depois à Câmara Municipal de Paris pelo próprio d'Arsonval, sob a forma: "Canalizar eletricidade é democratizar forças. Mas há mais. Transportar forças a longa distância é poder prescindir do carvão, cujos suprimentos estão acabando, é poder usar as forças da natureza até então perdidas. Num futuro próximo, veremos as águas dos nossos rios, os ventos ou as marés a pôr em movimento poderosas máquinas eléctricas a partir das quais iniciará uma rede de fios telegráficos que atravessam o país e distribuem força à indústria e à agricultura no seu curso".

## Trabalhos científicos e publicações
- « Utilisation des forces naturelles. Avenir de l'électricité », in La Revue scientifique, setembro de 1881, n° 12, p. 370-372. online
- « Utilisation des forces naturelles par l'électricité », in La Revue Scientifique, outubro de 1881, n. 18, p. 550-556. online
- « Discussion de la commission d'électro-physiologie », in La Revue Scientifique, dezembro de 1881, n. 24, p. 725-729. online
- « Recherches expérimentales sur les piles hydro-électriques », 1/2, in La Lumière électrique, março de 1881, n. 13, p. 246-248. online
- « Recherches expérimentales sur les piles hydro-électriques », 2/2, in La Lumière électrique, abril de 1881, n. 17, p. 300-303. online
- « Action physiologique des courants alternatifs », in: CR Soc Biol(1891), 43, 283-286.
- « Recherches sur la décharge électrique de la torpille », in : J. Phys. Theor. Appl.(1896), 5(1), 149-154. Texto completo
- « Interrupteur électrolytique », in: J. Phys. Theor. Appl. (1899), 8(1), 206-209 , Texto completo
- « L'air liquide » in: J. Phys. Theor. Appl.(1898), 7(1), 497-504 Texto completo
- « Discours prononcé à la séance solennelle de la Sorbonne », [S.l.] , [s.n.] [1933?] Gauthier-Villars (Paris), 6 p., 8°, Extrato da brochura do "Cinquantenaire de la Soc. dos Eletricistas", novembro de 1933.